# شهرستان گرین (ایندیانا)
شهرستان گرین، ایندیانا (به انگلیسی: Greene County, Indiana) شهرستانی در ایالات متحده آمریکا است که در ایندیانا واقع شده‌است.